# Rodin (film)
Rodin is een Frans-Belgisch-Amerikaanse film van Jacques Doillon die werd uitgebracht in 2017. 

## Verhaal
Parijs, 1880. De Franse staat geeft de veertigjarige Auguste Rodin zijn eerste officiële opdracht: een monumentaal beeldhouwwerk dat bedoeld is voor de even monumentale ingang van het toekomstige Musée des Arts décoratifs. Rodin zal meer dan dertig jaar werken aan het werk dat La Porte de l'Enfer als titel krijgt en zal uitgroeien tot een van zijn absolute meesterwerken. Onder meer de beelden De Kus en De Denker zullen deel uitmaken van het werk. 
In 1864 had Rodin al kennis gemaakt met de twintigjarige Rose Beuret, een ongeletterde naaister die zijn model en zijn levensgezellin zou worden. 
In 1882 wordt Rodin leraar van een groep jonge beeldhouwsters en zo ontmoet hij de toen negentienjarige heel talentrijke en al gekwelde Camille Claudel. Twee jaar later komt Camille werken in zijn atelier als assistent en als model. Weldra worden ze minnaars en beginnen een langdurige, stormachtige en passionele relatie waaraan een einde komt door een pijnlijke breuk.
Na hun scheiding blijft Rodin onverzettelijk werken. Hij stuit niet alleen op onbegrip en afwijzing maar ondervindt ook enthousiasme voor de sensualiteit van zijn werk. Hij beeldhouwt onder meer het meesterwerk Balzac dat erg tegenstrijdige reacties veroorzaakt. 

## Rolverdeling
| Acteur            | Personage              |
| ----------------- | ---------------------- |
| Vincent Lindon    | Auguste Rodin          |
| Izïa Higelin      | Camille Claudel        |
| Séverine Caneele  | Rose Beuret            |
| Edward Akrout     | Edward Steichen        |
| Lea Jackson       | Jessie Lipscomb        |
| Olivia Baes       | Gwen John              |
| Zina Esepciuc     | het model Marianne     |
| Magdalena Malina  | Sophie Postolska       |
| Maxence Tual      | Eugène Blot            |
| Patricia Mazuy    | Aurélie de Faucamberge |
| Edouard Duthuillé | François Pompon        |
| Pascal Casanova   | Ambroise Vollard       |
| Bernard Verley    | Victor Hugo            |
| Guylène Péan      | Juliette Drouet        |